# William Fitz Osbert
William Fitz Osbert (* in London; † 6. April 1196 in Tyburn oder auf dem Smithfield) – auf Grund seines auffälligen Vollbartes auch Longbeard (englisch für Langbart) oder William cum barba (lateinisch für mit Bart) genannt – war ein englischer Rechtsgelehrter und Revolutionär, der einen der wenigen bürgerlichen Aufstände des Mittelalters im Königreich England anführte.
Er wurde in eine wohlhabende Beamtenfamilie hineingeboren. Um 1185 erbte er die Landflächen seines Vaters, die er jedoch teilweise wieder an seinen älteren Bruder Richard verpachtete. Mit den eingenommenen Pachtgebühren finanzierte er sich eine Pilgerfahrt ins Heilige Land. Anschließend war er einer der maßgeblichen Organisatoren und Koordinatoren der Londoner Teilnehmergruppe beim dritten Kreuzzug und partizipierte in dessen Verlauf unter anderem 1190 in Portugal im Kampf gegen die Mauren. Osbert wird von Chronisten als „bewandert mit Gesetzen“ beschrieben; sein Charisma und seine guten Kontakte verschafften ihm eine Arbeitsstelle entweder beim Londoner Richteramt oder in der Stadtverwaltung.

### Aufstand

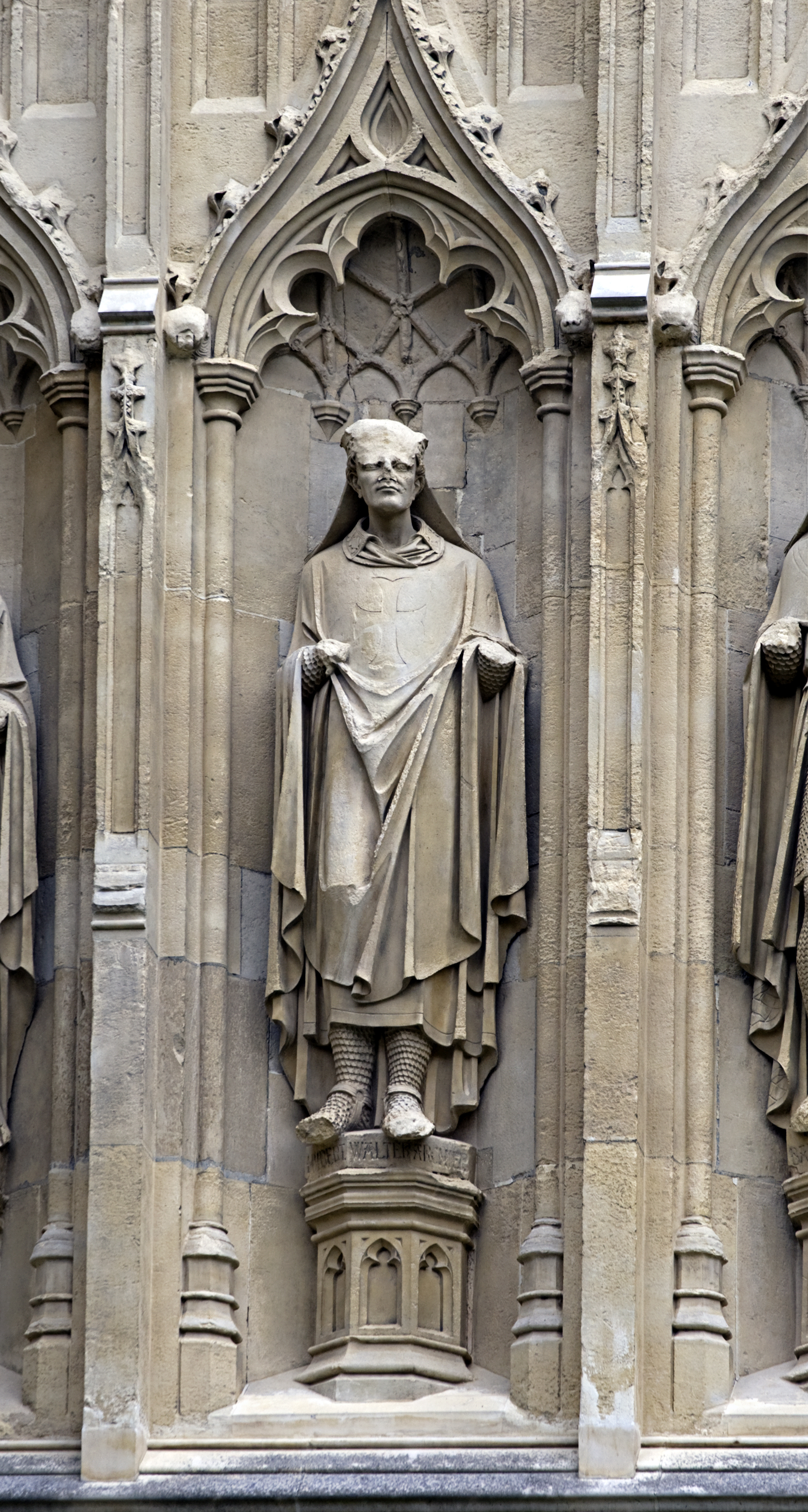
Erzbischof Hubert Walter – hier seine Statue an der Kathedrale von Canterbury – leitete die Niederschlagung von Osberts Aufstand, nachdem die von ihm favorisierte unblutige Lösung keinen Erfolg gebracht hatte.